# SP-473
A SP-473 é uma rodovia transversal do estado de São Paulo, administrada pelo Departamento de Estradas de Rodagem do Estado de São Paulo (DER-SP).

## Denominações
Recebe as seguintes denominações em seu trajeto:
Nome:	Fioravante Bellini, Rodovia
- De - até:	SP-310 (Floreal) - Gastão Vidigal
- Legislação:	LEI 9.722 DE 26/08/97

Nome:	Antonio Villela, Rodovia
- De - até:	Gastão Vidigal - Nova Luzitânia - Usina Aralco - SP-463
- Legislação:	DEC. 19.168 DE 02/05/82

## Descrição
Principais pontos de passagem: SP 310 (Floreal) - Gastão Vidigal - Nova Luzitânia

## Características

### Extensão
- Km Inicial: 0,000
- Km Final: 25,310

### Localidades atendidas
- Floreal
- Gastão Vidigal
- Nova Luzitânia